# Daryl Bultor
Daryl Bultor (Basse-Terre, 17 de novembro de 1995) é um jogador de vôlei francês, membro da seleção francesa masculina de vôlei. Em 2021 se tornou campeão olímpico ao derrotar o Comitê Olímpico Russo na final por 3-2 sets nos Jogos Olímpicos de Tóquio 2020.